# Talús
|  | Aquest article tracta sobre moviment de terres. Vegeu-ne altres significats a «Tartera». |

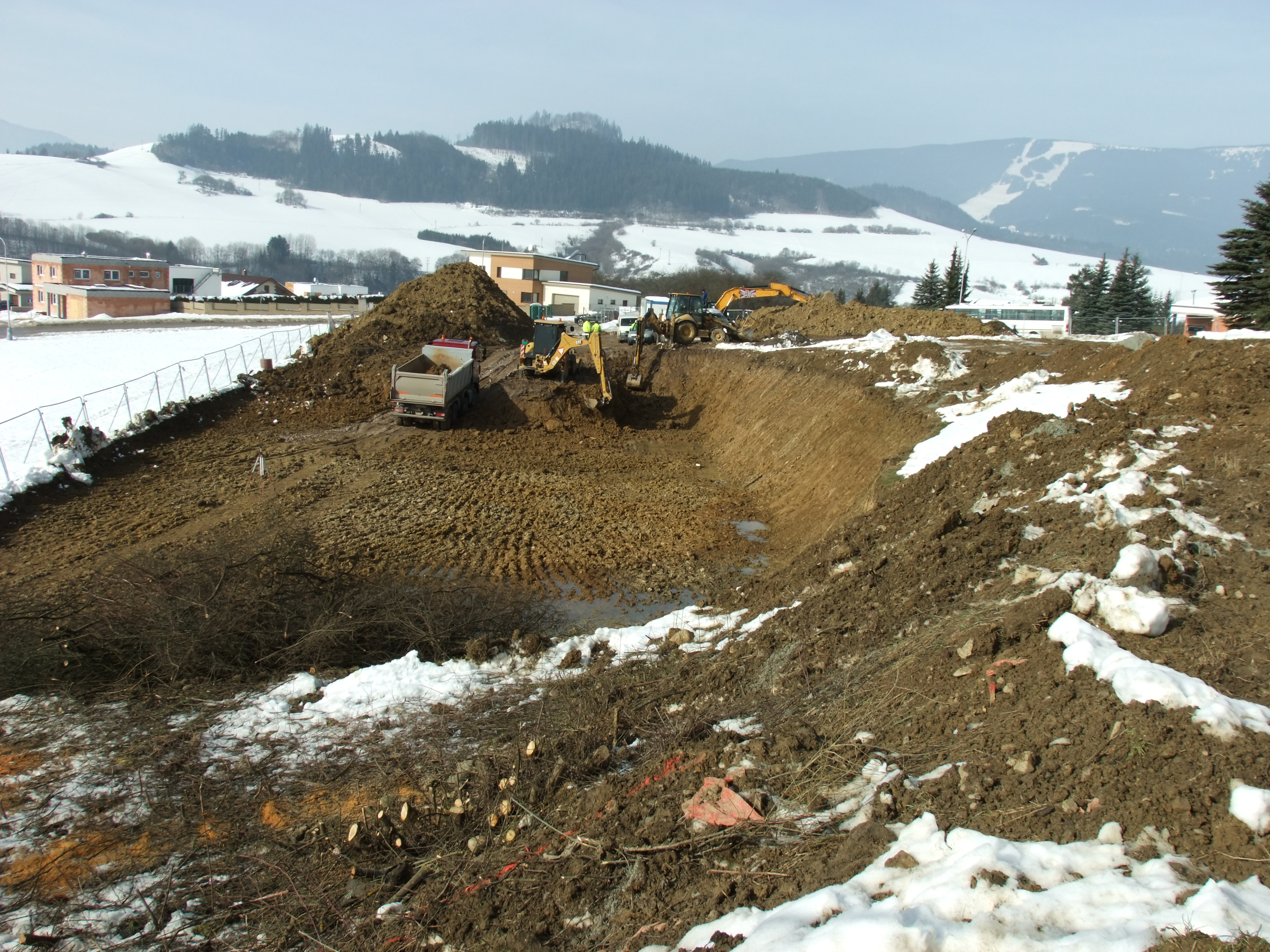
Talús en una excavació per a la construcció

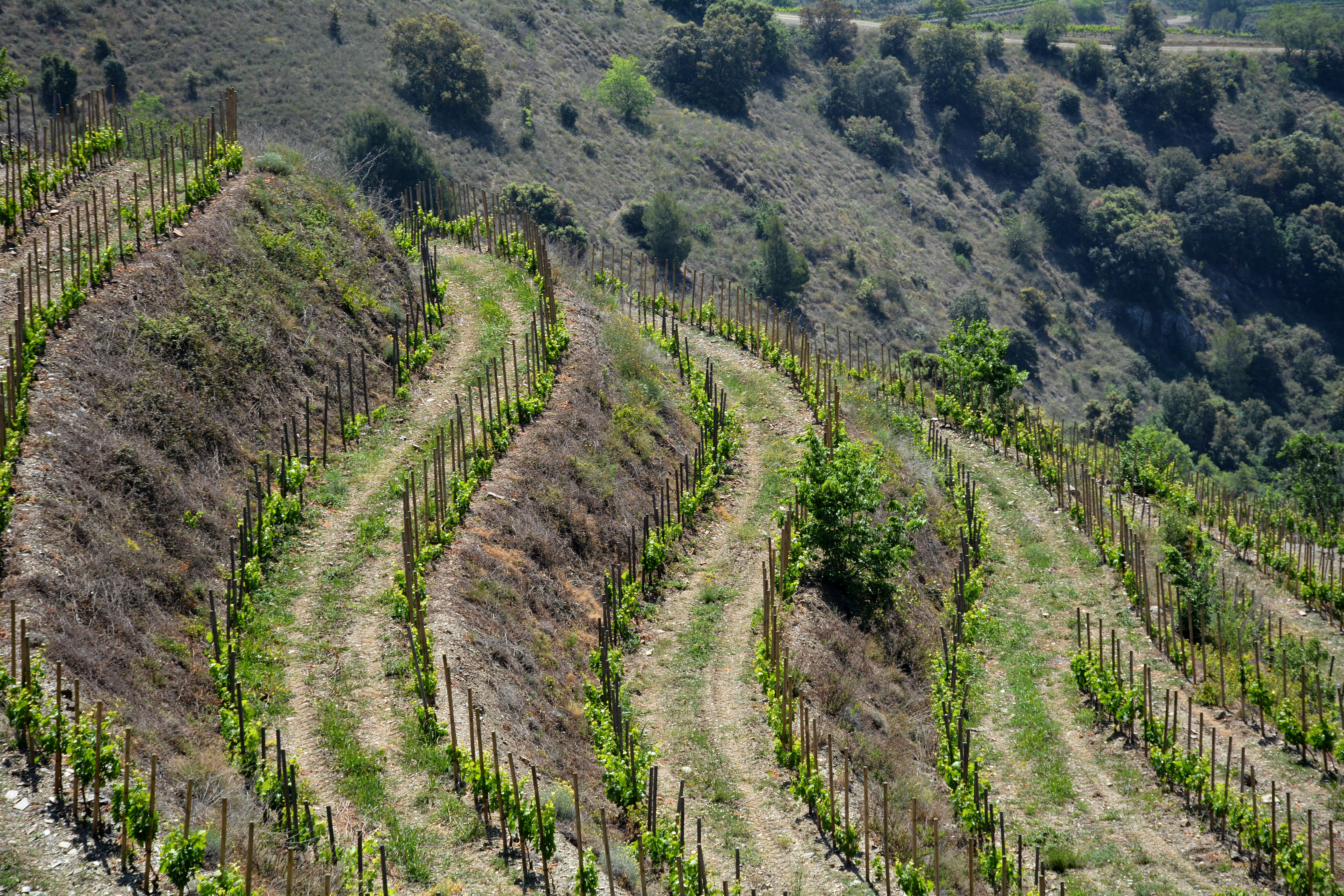
Talussos en terrasses de vinya, al Priorat

Un talús (en enginyeria) és una superfície de terreny en pendent resultant de treballs desmunt o terraplè en la construcció de carreteres o dics, anivellament de terrenys agrícoles o per urbanitzar, o d’excavació d’un fossat, com per als fonaments d’un edifici.
L’estabilitat d’un talús depèn en primer lloc del seu angle d’inclinació, però també d’una sèrie de paràmetres (naturalesa del terreny, humitat, etc.). En el cas d'un talús no estable, pot produir-se un lliscament de terreny o «fractura del talús».

## Característiques
Un talús es caracteritza per la seva inclinació, és a dir l'angle del pendent, i per la seva alçada. El pendent del talús es pot expressar a través de la relació d'alçada per amplada, en percentatge o mitjançant un angle. El pendent màxim possible depèn de les característiques del terreny (cohesió, pes propi, estructura, humitat, sensibilitat al gel, etc.), de la vegetació eventualment present, de les forces que s'exerceixen sobre ell (pressió de l'aigua rere un dic, pes del trànsit sobre una carretera, etc.).

### Angle

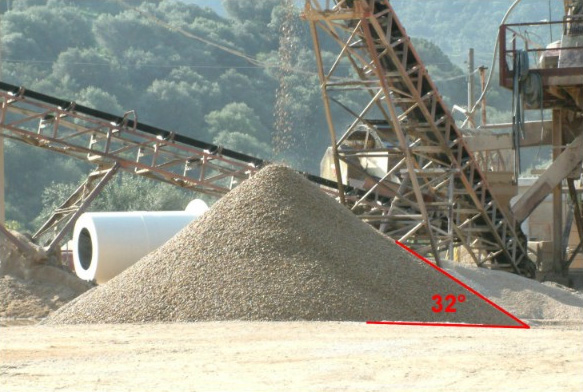
Munt de grava amb l'angle de talús natural marcat en vermell.

En el cas de talús no exposat a la humitat, els factors determinants per a l'estabilitat són l'angle i la vegetació de l'obra. Un talús natural compost de materials no lligats té un pendent màxim igual a l'angle de fregament intern del terreny, anomenat angle de talús natural. Un terreny no lligat és un terreny amb poc contingut de partícules fines, per exemple la sorra gruixada o les graves per oposició a un terreny argilós o llimós. Un angle més elevat que l'angle de talús natural comporta una ruptura de talús.
Les terres lligades presenten addicionalment al fregament esmentat, una cohesió interna que reté el material en un bloc i s'oposa a la ruptura del talús. Aquest tipus de materials permeten un pendent de talús més elevat que un material no lligat. Entre els materials lligats es troba també la sorra humida. Tanmateix, una vegada seca, la sorra perd la seva cohesió interna, cosa que produeix una ruptura de talús.
L'angle de talús natural d'un con d'abocament se situa en general entre 25° i 45°. A la pràctica, un talús d'un angle inferior a 45° no requereix càlcul d'estabilitat addicional. Per a un sòl lligat aquest valor pot arribar a 60° i en el cas particular de roques, es pot prendre un valor de 80°.

## Factors que influeixen en l'estabilitat
L'estabilitat d'un talús depèn de diversos factors. Les propietats de les terres que formen el talús són el factor més important. A més, la presència d'aigua pot afavorir un lliscament de terreny. La presència d'una capa freàtica, d’escorrentia superficial o fins i tot la pressió de l'aigua continguda en els porus del terreny han de ser considerats en el moment de dimensionar el talús. La presència de càrregues com les construccions o el trànsit per una carretera sostinguts pel talús, o bé un moviment sísmic també poden provocar-ne l’esllavissament. En el cas de talussos pel condicionament de cursos fluvials, cal tenir en compte les forces hidroestàtiques (pes de l'aigua contra el talús) i hidrodinàmiques (efecte dels corrents: energia cinètica de l'aigua, erosió). Per a la protecció contra els efectes hidrodinàmics, el talús és sovint recobert d'una protecció superficial: ja sigui amb blocs de pedra, paviments, formigonat, etc., o bé per l'elecció de mètodes de bioenginyeria (vegetació de ribera), feixines, etc..
Quan és necessari, un enginyer o un geòleg pot fer un càlcul d'estabilitat del talús.

### Vegetació
La vegetació pot tenir un paper clau en l'estabilització dels talussos tant en positiu com negatiu. D’una banda, la implantació (activa o passiva) de vegetació ajuda a estabilitzar-lo i en redueix l’erosió, esmorteint l’impacte de la pluja, minvant la velocitat de l’escorrentia superficial i retenint les terres per la presència d’arrels. Però la presència de la vegetació original, com ara herba, en el sòl natural no suprimit abans dipositar-hi les terres que formaran el talús, pot contribuir a disminuir-ne notablement l'estabilitat, sobretot si les capes successives de materials del talús són mal compactades.

## Talussos artificials

### En terraplenats i excavacions per a l'enginyeria civil
Per a la realització de trinxeres o fosses per a la col·locació de conductes o la realització de fonaments, o per crear superfícies planes en un terreny en pendent, és possible, quan l’espai ho permet, fer un talús per assegurar l'estabilitat de les parets de l'excavació. Per reduir els costos econòmics es cerca l’angle de talús màxim que eviti l’esllavissada. Els angles de talús es donen, per exemple, en la norma DIN 4124:
- 45° per a un sòl sòlt o no cohesiu
- 60° per a un sòl rígid o semicohesiu
- 80° per a un sòl fortament lligat i coherent o roques

Si la realització de talús d'un angle suficient no és possible, cal reforçar les parets de l'excavació amb apuntalaments, sobretot quan es tracta d’una excavació provisional, o murs de contenció.

### Terraplens per a la construcció de carreteres
La realització de talús per a la construcció de carreteres permet al traçat vertical alliberar-se del relleu del terreny. Els talussos permeten enfonsar la carretera als turons i elevar-la a les conques. Els talussos laterals tenen generalment un angle d'1:1,5. Les superfícies dels talussos al llarg de les carreteres són generalment plantades per limitar l'erosió i reduir l'impacte visual de l'obra en el paisatge.

## Aspectes ecològics
Els talussos representen superfícies no cultivades importants. Al llarg dels cursos d'aigua, poden constituir corredors biològics de gran interès, ja que sovint són recoberts d'arbusts i de matolls que són relativament preservats de les pertorbacions per la seva inaccessibilitat relativa. Sovint es considera que aquest tipus de talús, especialment al llarg dels boscos de ribera i menys per als talussos construïts al llarg dels eixos de carretera, contribueixen significativament a la diversitat biològica. D’altra banda, els talussos al llarg dels rius són literalment dics que limiten fortament la dinàmica fluvial i no substitueixen un bosc de ribera funcional.
Els talussos poden crear barreres en la continuïtat ecològica, especialment des del punt de vista hidrològic i segmentar així les xarxes ecològiques.